# Wassenaar-aftalen
Wassenaar-aftalen eller mere formelt: "The Wassenaar Arrangement on Export Controls for Conventional Arms and Dual-Use Goods and Technologies" er en multilateral eksport-kontrolinstans med 40 deltagende lande. 
Det er efterfølgeren til den kolde krigs CoCom, og blev etableret den 12. maj 1996 i den hollandske by Wassenaar, nær Haag. Et sekretariat, som administrerer aftalen, ligger i Wien i Østrig.

## Kontrollister
Rammerne for aftalen er beskrevet i et dokument med titlen "Guidelines & Procedures, including the Initial Elements."  Listen af teknologier er delt i to: 
- "List of Dual-Use Goods and Technologies" (varer og teknologier, som både kan anvendes militært og til civilt brug).
- "Munitions List" (krigsmateriel listen).

Dual-use listen består af to kategorier af stigende grad af kompleksitet. Kategorierne er: 
- Kategori 1 – Avancerede Materialer
- Kategori 2 – Materiale forarbejdning
- Kategori 3 – Elektonik
- Kategori 4 – Computere
- Kategori 5 – Part 1 – [Telekommuniation
- Kategori 5 – Part 2 – Informationssikkerhed
- Kategori 6 – Sensorer og lasere
- Kategori 7 – Navigation og styresystemer til fly
- Kategori 8 – Marine
- Kategori 9 – Luftfart og fremdrift

Listen med krigsmateriel har 22 kategorier, men de er ikke forsynet med overskrifter. 
For at et emne kan blive optaget på listen skal medlemsstater tage højde for en række forhold eller kriterier:
- Fremmed tilgængelighed udenfor de deltagende lande.
- Muligheden for effektivt at kontrollere eksporten af varen.
- Muligheden for at lave en klar og objektiv specifikation af varen.
- Om varen kontrolleres i en anden sammenhæng, såsom Australien-gruppen, Atomare leverandør gruppe eller Missilteknologi kontrolsystemet

## Medlemskab
Status i maj 2008 var at der var 40 deltagende stater: Argentina, Australien, Belgien, Bulgarien, Canada, Danmark, Estland, Finland, Frankrig, Grækenland, Holland, Irland, Italien, Japan, Kroatien, Letland, Litauen, Luxembourg, Malta, New Zealand, Norge, Polen, Portugal, Rumænien, Rusland, Schweiz, Slovakiet, Slovenien, Sydafrika, Spanien, Storbritannien, Sverige, Sydkorea, Tjekkiet, Tyrkiet, Tyskland, Ukraine, Ungarn, Østrig og De Forenede Stater.